# Kolbeellus ateuchoides
Kolbeellus ateuchoides là một loài bọ cánh cứng trong họ Bọ hung (Scarabaeidae).